# 352 Gisela
352 Gisela (mednarodno ime je 352 Gisela) je asteroid tipa S (po Tholenu). 

## Odkritje
Asteroid je odkril nemški astronom Max Wolf (1863–1932) 12. januarja 1893 v Heidelbergu. Imenuje se po Giseli Wolf, ženi odkritelja.

## Lastnosti
Asteroid Gisela obkroži Sonce v 2,2 letih. Njegova tirnica ima izsrednost 0,15, nagnjena pa je za 3,382° proti ekliptiki. Premer asteroida je okoli 20,3 km.